# Chreszczatyk (stacja metra)
Chreszczatyk (ukr. Хрещатик) – jedna ze stacji kijowskiego metra przy ulicy Chreszczatyk. Stacja jest zabytkiem architektury i obsługuje dziennie 39,5 tys. pasażerów.
Została zaprojektowana przez Anatolija Dobrowolskiego i otwarta 6 listopada 1960. Stacja posiada dwa wejścia: przy ulicy Chreszczatyk pod numerem 19a oraz przez hotel Ukraina. W późniejszym etapie zostało wybudowane przejście na stację Majdan Nezałeżnosti obsługującą linię Obołonśko-Teremkiwśką.